# Inverkehrbringen von Falschgeld
Als Inverkehrbringen von Falschgeld bezeichnet man im Strafrecht Deutschlands den Straftatbestand nach § 147 StGB. Er wirkt funktional als Auffangtatbestand für die Geldfälschung nach § 146 Abs. 1 Nr. 3 StGB.

## Objektiver Tatbestand
Die Voraussetzung des objektiven Tatbestands – also „falsches Geld“ und „Inverkehrbringen“ – entsprechen denjenigen des § 146 StGB (Geldfälschung). Inverkehrbringen ist demnach tatsächliches Annehmen durch Dritte im Rahmen des Zahlungsverkehrs. Beide Tatbestände können jedoch nicht kumulativ vorliegen.
Umstritten ist die Anwendbarkeit der Vorschrift, wenn der Täter einen Eingeweihten als Mittelsperson einschaltet, das Falschgeld also erst über einen weiteren bösgläubigen Täter „als echt“ in Verkehr gebracht wird. Nach herrschender Meinung ist der Täter hier nach § 147 StGB strafbar; § 147 StGB bewirkt insoweit eine Privilegierung des Täters im Gegensatz zur eigentlich einschlägigen Strafbarkeit wegen Teilnahme an § 146 Abs. 1 Nr. 2 und 3 StGB. Eine Mindermeinung hält diese Lösung für nicht vereinbar mit Art. 103 GG und kommt zur Straflosigkeit des Täters.

## Subjektiver Tatbestand
Der subjektive Tatbestand des § 147 StGB verlangt wenigstens dolus eventualis hinsichtlich Unechtheit des Geldes, Übertragung der Verfügungsgewalt auf einen anderen. Eine Mindermeinung verlangt ferner dolus eventualis dafür, dass der Empfänger irrigerweise davon ausgeht, das Geld sei echt.